# Blaj
Blaj (en húngaro: Balázsfalva) es una ciudad de Rumania en el distrito de Alba.

## Demografía
Según estimación 2012 contaba con una población de 21 386 habitantes.
| 1948  | 1956  | 1966   | 1977   | 1992   | 2002   | 2012   |
| 6 641 | 8 731 | 15 775 | 20 826 | 22 425 | 20 765 | 21 386 |